# María de Jesús y del Espino
María de Jesús y del Espino, nació en Hoyos del Espino (Ávila) en 1589 y falleció con fama de santidad en el Monasterio de la Madre de Dios en Piedrahíta (Ávila) el 22 de enero de 1662. Fue una Mística española de la Escuela ascética carmelita del siglo XVII.

## Biografía
Sus padre fueron Juan Muñoz y María Sánchez Chamorro. Tuvo otro hermano más pequeño José Muñoz Sánchez (1593) que posteriormente fue sacerdote. Bautizada en la Iglesia parroquial de Nuestra Señora del Espino, de quien recibe su tercer nombre, en la localidad de Hoyos del Espino el día de Navidad de 1589.
La pequeña María cultivó desde muy pronto una intensa vida de piedad, recibiendo varias gracias místicas. Le gustaba referirse al niño Jesús como su "corderito" mostrándose así su confianza en el Señor por medio de la "Infancia espiritual". A los tres años y medio de edad recibió la gracia de los desposorios con Cristo. En el Santuario de la Virgen del Espino fue conducida por un muchacho de aspecto angelical, ante la Virgen y el Niño que extendieron sus manos para coger la suya. Así, dice ella, la Virgen los unió en matrimonio. A los pocos meses, con cuatro años, recibe otra gracia por medio de la Virgen Dolorosa que le dice: "Si has de ser la esposa de mi hijo, has de llevar estos cuchillos".
Pero su vida no consistió solamente en gracias místicas, la mayor parte de ella fue una vida sencilla de servicio y caridad, antes incluso de entrar en el Carmelo. Las tareas domésticas; el acarreo de la leña del bosque; el arar con la yunta de bueyes; el conducir a Salamanca carretas cargadas de leña; el servir a su hermano sacerdote y, muerto éste, a otros dos párrocos del pueblo; el educar a niños traviesos; el prestar los más humildes servicios al padre tullido del cura Contreras. Muestra de este espíritu de fraternidad cristiana fue la entrega del donativo que ella recibió en un año de carestía por parte del Duque de Alba a la pobre Jerónima y sus cinco hijos necesitados.
De avanzada edad ingresa en el Carmelo de Piedrahíta, llevando una vida intensa de penitencia y oración. Recibió la gracia mística de ser coronada de espinas por Jesús y, mostrándosele tan lastimosos como quedó después de la flagelación le mandó le hiciera pintar así. La Venerable por medio del gran pintor granadino Alonso Cano llevó a cabo este mandato del propio Cristo, pintándose de esta forma el así llamado "Cristo Granadino" que aún se conserva en el convento.

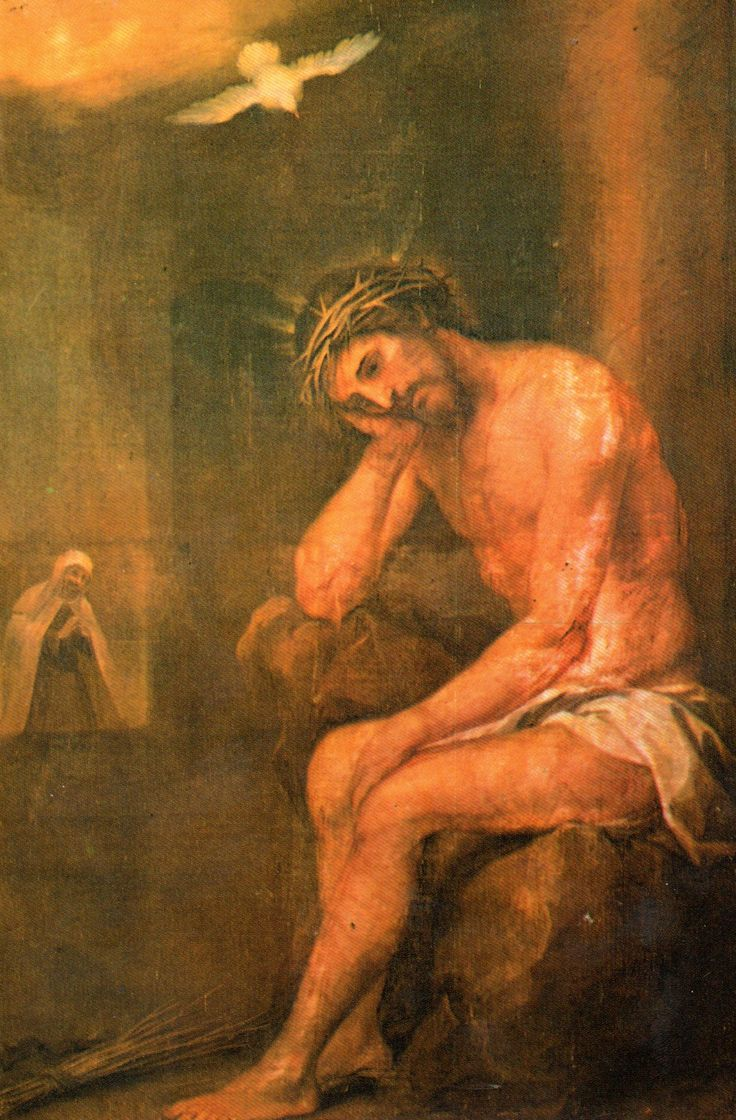
"Ecce Homo" de Alonso Cano mandado pintar por la Venerable

Totalmente ciega en los últimos años de su vida, se incorpora en el lecho de muerte y, adorando al Santísimo Sacramento durante la Santa Misa, muere a los setenta y tres años de edad, el 23 de enero de 1662.
Previo un serio proceso informativo sobre su vida, virtudes e intercesión por medio de favores, el Ilmo. Sr. Fr. Pedro Pérez de Ayala, el 16 de mayo de 1735 elevó sus restos mortales del suelo al entrecoro, encima del comulgatorio de las religiosas. En la actualidad se está a la espera de que se inicie su proceso de beatificación y cada 14 de mayo en su localidad natalicia Hoyos del Espino se celebra  la fiesta en su honor.

## Escritos
- Autobiografía dictada al Párroco Andrés Sánchez Tejado (1635).
- Autobiografía dictada al P. Vicario Manuel Bárcenas (1661).